# پاول دوریش
پاول دوریش (به انگلیسی: Paul Dourish) (متولد ۱۹۶۶ میلادی)، یک دانشمند علوم رایانه بود که بیشتر به دلیل کار و تحقیقاتش در زمینه‌های مشترک بین علوم رایانه و علوم اجتماعی شناخته می‌شود. او در اسکاتلند متولد شده و دارای کرسی انفورماتیک و علوم رایانه استیکلر در دانشگاه کالیفرنیا، ارواین بود، جاییکه او برای تحصیل در سال ۲۰۰۰ پیوست و مرکز استیکلر برای فناوری مسؤل، اخلاقی و قابل دسترس را مدیریت می‌کرد. او عضویت ACM و انجمن کامپیوتر بریتانیا را داشته و در سال‌های ۲۰۱۶ و ۲۰۲۱ میلادی دوبار برنده جایزه ACM CSCW «تأثیرات پایا» شد.
دوریش سه کتاب و بیش از ۱۰۰ مقاله علمی منتشر کرده و ۱۹ گواهی ثبت اختراع ایالات متحده را دارد.

## زندگی
دوریش که در گلاسگو، اسکاتلند متولد و بزرگ شد، در کالج سنت آلویسیوس تحصیل کرد. بعد از آن لیسانس‌اش را در سال ۱۹۸۹ میلادی از دانشگاه ادینبرو در رشته علوم کامپیوتر گرفت. او زمانی که برای تکمیل دکترش در علوم کامپیوتر به دانشگاه کالج لندن (UCL) رفته بود، برای کار به Rank Xerox EuroPARC (بعدها به مرکز تحقیقاتی زیراکس اروپا تغییر نام یافت) در کامبریج، بریتانیا نقل مکان نمود.
او بعد از به پایان رسانیدن دکترش به کالیفرنیا رفته و در کوپرتینو، کالیفرنیا به کار در کامپیوتر اپل پرداخت. او در لابراتوارهای تحقیقاتی در کامپیوتر اپل که ۱۰ ماه بعد بسته شدند کار کرده و سپس به مرکز تحقیقاتی پلاو آلتوی زیراکس رفت.
دوریش در سال ۲۰۰۰ میلادی به کالیفونیای جنوبی رفته و به دانشگاه کالیفونیا، اروین پیوست. از آن زمان به بعد، او پروفسور تمام انفورماتیک است. او در انتل، مایکروسافت، دانشگاه استنفورد، MIT، دانشگاه IT کوپنهاگ و دانشگاه ملبورن سمت‌های بازدیدکننده داشت.

## آثار
کارهای چاپی او اساساً در زمینه‌های تعامل انسان – کامپیوتر، کار مشارکتی با کمک کامپیوتر و رایانش فراگیر است. او بیش از ۱۰۰ مقاله علمی تألیف کرده و ۱۹ پتنت ایالات متحده را در اختیار دارد. او در میان پُر کارترین و پُر استنادترین دانشمندان در زمینه تعامل انسان – کامپیوتر است. سیستم تحقیقات علمی مایکروسافت او را به عنوان چهارمین تأثیرگذارترین مؤلف در رشته خودش قلم‌داد می‌کند، در حالی‌که Google Scholar, h-index او را بالاتر از ۵۰ می‌شمارد.
تحقیقات او بستر تکنیکی و هم اجتماعی دارد، او دربارهٔ رابطه میان هر دو صحبت می‌کند. مضامین تحقیقاتی او شامل نقش آگاهی غیررسمی در حمایت از هماهنگی در سیستم‌های مشارکتی، رابطه میان «مکان» و «فضا» در سیستم‌های اطلاعاتی و مسائل متودولوژیک دربارهٔ استفاده از شیوه‌های ایتنوگرافی در طراحی سیستم‌های اطلاعاتی است.
او در UC اروین، استاد انفورماتیک در مدرسه انفورماتیک دونالد برن و دپارتمان علوم کامپیوتر است، جاییکه او عضو لابراتوار تعامل و رایانش فراگیر (LUCI) و در برنامه لیسانس میان رشته‌ای در مهندسی رایانش هنرها است. علاوه بر شغل او در بخش انفورماتیک، او در علوم کامپیوتر و انتروپولوژی وظایف ادبی دارد. او از سال ۲۰۰۴ – ۲۰۰۶ میلادی معاون مؤسسه کالیفرنیا برای مخابرات و فناوری انفورماتیک بوده‌است.
وی یکی از مدیران مرکز رایانش اجتماعی و یکی از مراکز فناوری و علوم ایالات متحده شرکت انتل است. این مرکز که مقر آن در UC اروین است، شرکای علمی را از NYU، کرنل، جورجیا تک و دانشگاه اندیانا می‌پذیرد.

## جوایز
دوریش در سال ۲۰۰۸ میلادی به دلیل سهمی که در تعامل انسان – کامپیوتر داشت، عضو آکادمی CHI انتخاب شد. او در سال ۲۰۰۲ میلادی برنده جایزه دیانا فورسایت، در سال ۲۰۰۶ برنده جایزه فاکولته BM تحت مدیریت اتحادیه انفورماتیک طبی آمریکایی شد. او همچنین جایزه حرفه‌ای بنیاد ملی ساینس را در سال ۲۰۰۲ از آن خود کرد. دوریش اخیراً کمک مالی ۲۰۱٬۰۰۰ دلار آمریکایی دریافت کرد تا تحقیقی را در مورد شرکت آنلاین مردم در محیط‌های اجتماعی، انجام دهد. دوریش اخیراً کمک مالی ۴۰۰٬۰۰۰ دلار آمریکایی دریافت کرد تا تحقیق کند که اگر یک تیم کاری متشکل از فرهنگ‌های مختلف باشند، روند طراحی خلاقانه چگونه کار می‌کند. دوریش همچنین اخیراً یک کمک مالی ۲۴۷٬۰۰۰ دلار دریافت کرد تا تحقیق کند که در زندگی واقعی رسانه‌های اجتماعی با مرگ چه ارتباط دارند.
او در سال ۲۰۱۵ میلادی «به دلیل سهمی که در رایانش اجتماعی و تعامل انسان – کامپیوتر داشت» عضو اتحادیه ماشینری رایانش انتخاب شد.

## پژوهش‌ها
دوریش اساساً در سه بخش مشخص تعامل انسان – کامپیوتر (HCI) پژوهش می‌کند. این بخش‌ها عبارت از رایانش فراگیر (ubicomp)، کار هماهنگی با کمک کامپیوتر (CSCW) و مطالعات اجتماعی ساینس و فناوری. دوریش در تلاشی که او را «تعامل تجسم یافته» می‌نامد، این تحقیق تکنیکی را با جامعه‌شناسی، انسان‌شناسی و مطالعات فرهنگی همراه می‌سازد.
یکی از شناخته‌ترین کمک‌های دوریش، آوردن درک جامعه‌شناختی و پدیدارشناختی فعالیت‌های انسانی به طراحی سیستم‌های فناوری است. به‌طور مثال، کار او در زمینه فضایی در جهان مجازی و ارتباطات با کمک کامپیوتر بر این تأکید دارد که مردم – در تعامل با سیستم‌ها و با یک‌دیگر – چگونه درک جدیدی را در مورد فضا، محیط و روابط تکامل می‌دهند. او همچنین با استفاده از پدیدارشناسی شوتزی استدلال کرد که محاسبات قابل محسوس و محاسبات اجتماعی تأکید اساسی بر مردم به عنوان کنشگران تجسم یافته و اجتماعی دارد. تأکید بر افراد به عنوان نقاط اجتماعی و تجسم یافته به اهمیت این‌که چگونه افراد از طریق تعاملات و حرکات شان در فضا با افراد دیگر شکل گرفته‌اند، اشاره دارد. این مدل در تقابل با مدل‌های یک فرد در تعامل انسان – کامپیوتر است که به‌صورت خاص بر قابلیت‌های شناختی افراد متمرکز است.
پروژه‌های قبلی که دوریش بر آن کار کرده‌است عبارت از: مطالعات حریم خصوصی و فضایی است. در این مطالعه اول دوریش بر حریم خصوصی به عنوان «چیزی که مردم انجام می‌دهند نه آنچه که مردم دارند» تأکید کرده‌است. او علاقه‌مند بود که مردم چگونه انفورماتیک و فعالیت‌ها را بر اساس محرمیت و ریسک درجه‌بندی می‌کنند. او از طریق این مطالعات به دنبال دانش عمل خصوصی به عنوان یک پدیده اجتماعی بود. مطالعه دوم او دربرگیرنده تأثیرات بر شکل‌دهی فضا از طریق فناوری‌های انفورماتیک است. هدف او مطالعه فضا به عنوان یک تولید اجتماعی و فرهنگی است.
کار اخیر دوریش در مورد استفاده از فناوری انفورماتیک در زمینه‌های فراملیتی و فرافرهنگی است. به‌طور مثال، کار او در زمینه محاسبات پسامستعمره در این تلاش بوده‌است تا بفهمد که چگونه فرضیه‌ها در مورد فناوری و دانش استفاده شده از تجربیات غربی یا ملیت‌های صنعتی، طراحی فناوری را ساخته و شکل داده (تغییر شکل داده) است. در این فرایند، او در زمنه طراحی IT با مردم بومی استرالیا، گیمرهای چینی، تحرک میان تایلند و ایالات متحده و مردم هند کار کرده‌است. دوریش و تیمش تحت تأثیر این تنظیمات جدید قرار گرفتند تا این پیش فرض را که «همه‌مانند ما هستند یا می‌خواهند باشند» را رد کند. تجربه جدید همچنین با نشان دادن مفروضات ساخته شده در محیط‌های آشنا، کمک کرد تا شیوه‌های فعلی فناوری به چالش کشیده شود.
دوریش علاقه‌مند و شیفته فرصت‌های است که از طریق طراح به عنوان ابزار بالقوه مشارکت اتنوگرافیک ارائه می‌شود. او با تأکید متغیر در سراسر این پروژه‌ها، نظریهٔ اجتماعی، آزمایش‌ها تجربی و طراحی فناوری را همراه می‌سازد.

## انتشارات
دوریش سه کتاب تألیف کرده‌است. او در سال ۲۰۰۱ میلادی کتاب «عمل کجا باید صورت بگیرد: مبانی تعامل تجسم یافته» (Mit Press) را چاپ کرد. این کتاب روابط بین جامعه‌شناسی پدیدار شناختی و طراحی تعامل را بررسی می‌کند، مخصوصاً با رجوع به محاسبات تجسم یافته فیزیکی و رایانش فراگیر. او رایانش ملموس و رایانش اجتماعی را به عنوان دو جنبه مختلف همان برنامه تحقیقاتی پیشنهاد کرده و به آن اسم تجسم (embodiment) را می‌دهد.
کتاب دوم او با عنوان «پیش‌بینی آینده دیجیتال: آشفتگی و اسطوره در رایانش فراگیر» با همکاری جینویوف بل نوشته شده، بررسی جوانب اجتماعی و فرهنگی رایانش فراگیر است که تمرکز ویژه آن بر مسائل انضباطی و متودولوژیکی می‌باشد که آجندای تحقیقاتی رایانش فراگیر را شکل داده‌است. این کتاب در سال ۲۰۱۱ میلادی توسط MIT Press چاپ شده‌است.
کتاب سوم او، «مواد بیت: مقاله‌ای در مورد جنبه مادی انفورماتیک» «آرایش مادی» اجسام مختلف دیجیتالی را بررسی می‌کند – به عبارت دیگر، انفورماتیک چگونه ارائه و تفسیر می‌شود. از طریق یک سلسله مطالعات موردی، شامل تصنعات و شیوه‌های دیجیتالی مانند شبیه‌سازی، صفحات برنامه اکسل، دیتابیس و شبکه‌های کامپیوتر، با تماس گرفتن به «مسائل قدرت، سیاست و ادب در عالم دیجیتال» او ارائه انفورماتیک را به مسائل گسترده‌تر تجربه انسانی وصل می‌کند. این کتاب در سال ۲۰۱۷ میلادی توسط MIT Press چاپ گردید.
به علاوه سه کتاب فوق، او همچنین مجموعه مقالات کنفرانس‌ها، مقالات مجلات، فصول کتاب، گزارش‌ها فنی، مقالات موضع، فعالیت‌های ویراستاری و پتنت‌هایش را نیز چاپ کرده‌است. فهرست کامل نشریه‌های او را می‌توانید در پاول دوریش (Paul Dourish) بی‌آبید. بیشتر پتنت‌های را که او به‌نام خود دارد، شامل مدیریت اسناد هستند.